# Lin Shu
Lin Shu (林紓; ur. 8 listopada 1852, zm. 9 października 1924) – chiński pisarz, poeta i malarz.
Przeszedł do historii, przekładając na język chiński ponad 170 utworów zachodnich autorów, m.in. Dumasa i Cervantesa. Lin Shu nie znał żadnych obcych języków, a przekładów dokonał na podstawie ustnych parafraz.
W 1919 roku wystąpił przeciwko Ruchowi Nowej Kultury, sprzeciwiając się upowszechnieniu języka baihua i rezygnacji z języka klasycznego.